# Nils Lofgren
Nils Lofgren (Chicago, 21 giugno 1951) è un musicista, cantautore e polistrumentista statunitense.
Ha suonato con Neil Young, Ringo Starr, Mark Knopfler e Bruce Springsteen sia in studio sia dal vivo. Ha anche pubblicato numerosi album da solista. È un membro della E Street Band dal giugno 1984, anno in cui venne reclutato in sostituzione di Steve Van Zandt che aveva lasciato il gruppo per intraprendere la carriera solista. Quando Steve rientrò nel gruppo negli ultimi anni novanta, Lofgren rimase nel gruppo comunque, suonando la chitarra slide, il banjo, il dobro e contribuendo ai cori in numerosi brani della E Street Band.

## Biografia
Nato a Chicago da mamma italiana e papà svedese, si è trasferito in tenera età a Garrett Park, Maryland, vicino al confine settentrionale di Washington, DC. Qui inizia a 5 anni a prendere lezioni di fisarmonica e in seguito pianoforte e chitarra. Nel 1968 Lofgren forma con Bob Gordon (al basso) e Bob Berberich (alla batteria) il gruppo dei Grin.
I Grin iniziano a fare concerti nell'area di Washington e in uno di questi concerti conoscono Neil Young. A 19 anni Nils Lofgren diviene chitarrista e pianista di Neil Young nel disco After the Gold Rush.
Grazie a Neil Young i Grin ottengono un contratto discografico e pubblicheranno 4 dischi nei primi anni '70.
Sciolti i Grin nel 1975, Nils Lofgren suona in Tonight's The Night di Neil Young e nello stesso anno pubblica il suo primo album da solista, l'omonimo Nils Lofgren. Jon Landau, in un articolo su Rolling Stones, lo definirà come uno dei migliori album del 1975.
Da questo momento Nils Lofgren sforna una serie di dischi, anche se non tutti saranno premiati da critica e vendite. Inizia inoltre a diventare un turnista e a partecipare a numerosi album di vari artisti.
Nel 1984 entra nella E-Street Band di Bruce Springsteen in sostituzione di Little Steven fino al 1989, anno in cui Springsteen scioglie la band. Quando alla fine degli anni '90 Springsteen riforma la E-Street Band, Nils Lofgren torna in seno al gruppo al fianco di Little Steven.

## Discografia

### Album solista
- 1975: Nils Lofgren
- 1975: Back it up (authorized bootleg) - dal vivo
- 1976: Cry Tough
- 1977: I Came To Dance
- 1978: Night After Night - dal vivo
- 1979: Nils
- 1981: Night Fades Away
- 1982: Rhythm Romance
- 1983: Wonderland
- 1985: Flip
- 1985 The best of - antologia
- 1986: Code Of The Road, Live '85 - dal vivo
- 1991: Silver Lining
- 1992: Crooked Line
- 1993: Every Breath, Soundtrack - colonna sonora
- 1993: Live On The Test - dal vivo
- 1994: Code Of The Road, Live - dal vivo - riedizione del precedente del 1986
- 1995: Damaged Goods
- 1995 Live on the test the old grey whistle test - dal vivo
- 1997: Acoustic Live - dal vivo
- 1997: Archive Live, Live N.J. Stone Pony 1985 - dal vivo
- 1998: Into the Night, Best Of - antologia
- 1998: New Lives, BBC - dal vivo
- 1999: Ultimate collection - antologia
- 2001: Bootleg, Live 1975 - dal vivo
- 2001: Breakaway Angel
- 2002: Tuff Stuff – The Best of the All–Madden Team Band
- 2003: Nils Lofgren Band Live- dal vivo
- 2005. Favorites - antologia con inediti
- 2006: Sacred Weapon
- 2008: The Loner - Nils Sings Neil. Tributo a Neil Young
- 2011: Old School
- 2013: Keith don't go live at the t&c - dal vivo
- 2013: Live Sausalito 1975 - dal vivo
- 2014: Face the music- cofanetto antologia con inediti
- 2015: Back it up live '85 - dal vivo
- 2015: Uk 2015 face the music tour - dal vivo
- 2019: Blue With Lou
- 2023: Mountains

### Grin & Nils Lofgren
1998: The a&m years the best of Nils Lofgren & Grin - antologia con inediti

### Grin
- 1971: Grin
- 1972: 1+1
- 1973: All Out
- 1973: Gone Crazy

### Neil Young
- 1970: After the Goldrush
- 1975: Tonight's the Night
- 1982: Trans
- 1993: MTV Unplugged

### Bruce Springsteen
- Live 75-85 (1986)
- Tunnel of Love (1987)
- Chimes of Freedom (1988)
- Bruce Springsteen & the E Street Band: Live In New York City (2001)
- The Rising (2002)
- Magic (2007)
- Working on a Dream (2009)
- Wrecking Ball (2012)

### Altre partecipazioni
- Nina Persson: Animal heart (2014)
- Stephen Stills: 2 (1971)
- Stephen Stills: Carry on (2013)
- Rita Wilson: Am/fm (2012)
- Bob Seger & the Silver Bullet band: Ultimate hits rock and roll never forgets (2011)
- Jerry Lee Lewis: Last man standing (2006)
- Jerry Lee Lewis: Mean old man (2010)
- Ringo Starr: Ringo Starr and his all starr band (1990)
- Ringo Starr: Live from Montreux vol. 2 (1994)
- Ringo Starr: Anthology & ten year anniversary (2000)
- Ringo Starr: The anthology (2001)
- Ringo Starr: With a little help from my friends: tha anthology so far (2010)
- Mark Rivera: Common bond
- Rod Stewart: The Rod Steart sessions 1971 – 1988 (2009)
- Vetiver: More of the past (2008)
- Martin Sexton: Seeds (2007)
- Patti Scialfa: Rumble doll (1993)
- Patti Scialfa: 23rd street lullaby (2004)
- Patti Scialfa: Play it as it lays (2007)
- Rocky Roberts: Rocky Roberts & friends (2007)
- Foreigner: Jukebox heroes the anthology (2000)
- Foreigner: Definitive collection (2006)
- Willie Nelson: Outlaws and angels (2004)
- Willie Nelson: Rock the night away (2006)
- Crazy horse: Crazy horse (1971)
- Crazy horse: Scratchy the complete reprise recordings (2005)
- Crazy horse: Gone dead train the best of 1971-1989 (2005)
- Crazy horse: The complete reprise recordings 1971-73 (2006)
- Bobby Manriquez: Another shade of blue(s) (2001)
- Bobby Manriquez: Prayin'the blues (2005)
- Baltimore: Ultimate tribute (2004)
- Nazareth: Hair of the dog (1975)
- Nazareth: Malice in wonderland (1980)
- Nazareth: Snaz (1981)
- Nazareth: Back to the trenches (2001)
- Nazareth: Homecoming: the greatest hits live in Glasgow (2002)
- Nazareth: Alive and kicking (2003)
- Lone justice: Hmv Americana (2003)
- Pushing red buttons: Pushing red buttons (2003)
- Steve Forbet: Streets of this town (1988)
- Steve Forbet: Rock while I can rock: the Geffen years (2003)
- The Hollies: Centenary collection the best of the hollies (2001)
- The Hollies: The long road home 1963 – 2003 (2003)
- K7: Love sex money (2002)
- Danny Federici: Flemington (1997)
- Danny Federici: Danny Federici (2001)
- Prima express: Nothing special (2001)
- The gourds: Shinebox (2001)
- Martin Sexton: Live wide open (2000)
- Steve Smith: Never say never (2000)
- Linda Dunn: Linda Dunn (1999)
- Lisa Price: Priceless (1999)
- George Benson: Standing together (1998)
- Lincoln: Lincoln (1997)
- Bob McGrath: Sing me a story (1997)
- The Ray Hamilton Orchestra: Ballroom dance collection vol. 2 (1996)
- Carl Perkins: Go cat go (1996)
- The Kennedys: Life is large (1996)
- Tommy Lepson & the Lazy Boys: Ready for this? (1996)
- Ray Hamilton: Rumba (1996)
- Jade Warrior: Elements the island anthology (1995)
- Red Henry: Gravity (1995)
- Buckshot LeFonque: Buckshot LeFonque (1994)
- Alton Ellis: Cry tough (1993)
- Eddie & the hot rods: Live & rare (1993)
- Lou Gramm: Ready or not (1987)
- Lou Gramm: Long hard look (1989)
- Tim Curry: Read my lips (1978)
- Brothers Figaro: Gypsy beat (1988)
- E-I-E-I-O: That love thang (1988)
- John Eddie: John Eddie (1986)
- Lee Konitz: Medium rare (1986)
- Usa for Africa: We are the world (1985)
- Tears: Tears (1979)
- Lou Reed: The bells (1979)
- Peter C. Johnson: Peter C. Johnson (1978)
- Kathi McDonald: Insaneasylum (1974)
- Big mouth: Big mouth (1972)